# Strażnica WOP Warszkajty
Strażnica WOP Warszkajty – podstawowy pododdział graniczny Wojsk Ochrony Pogranicza.

## Formowanie i zmiany organizacyjne
Strażnica została sformowana w 1945 w strukturze 23 komendy odcinka Bartoszyce jako 110 strażnica WOP (Warschkeiten) o stanie 56 żołnierzy. Kierownictwo strażnicy stanowili: komendant strażnicy, zastępca komendanta do spraw polityczno-wychowawczych i zastępca do spraw zwiadu. Strażnica składała się z dwóch drużyn strzeleckich, drużyny fizylierów, drużyny łączności i gospodarczej. Etat przewidywał także instruktora do tresury psów służbowych oraz instruktora sanitarnego.
W 1951 strażnica stacjonowała w m. Świątki. 
Od 15 marca 1954 wprowadzono nową numerację strażnic. Strażnica otrzymała numer 105.
Jesienią 1955 zlikwidowano sztab batalionu. Strażnica podporządkowana została bezpośrednio pod sztab brygady. W sztabie brygady wprowadzono stanowiska nieetatowych oficerów kierunkowych odpowiedzialnych za służbę graniczną strażnic.
W czerwcu 1956 rozwiązano strażnicę.

## Ochrona granicy
Strażnice sąsiednie:
109 strażnica WOP Tiefensee ⇔ 111 strażnica WOP Poschlosen – 1946

## Dowódcy strażnicy
- ppor. Stefan Bieńkowski (był 10.1946)[b].
- por. Józef Tarasiewicz (?-1948)
- sierż. Stanisław Wojtkowiak (był w 1951)
- chor Stanisław Grzywacz (1951-?)